# Alberto Martín Marín
Alberto Martín Marín, más conocido como Alberto Martín (Madrid, 28 de marzo de 1995) es un jugador de baloncesto español que juega en el FC Cartagena Baloncesto de la Liga LEB Oro. Con 1,80 de estatura, su puesto natural en la cancha es el de base.

## Trayectoria
Comenzó su carrera las categorías inferiores de Santa Cristina, Olímpico 64 y Real Canoe. En 2010-11 recaló en la cantera del Real Madrid Baloncesto en el que estuvo durante cuatro temporadas. En la temporada 2012-13, Pablo Laso le hizo debutar con el primer equipo frente La Bruixa d’Or Manresa. En la máxima categoría anotó 7 puntos en los 12 minutos disputados en 7 partidos.
Ha sido internacional en todas las categorías inferiores de la selección nacional y pieza fundamental en la plata que se colgó en verano de 2014 la sub-20 en el Europeo de Grecia.
En agosto de 2014, firma por el UCAM Murcia de la Liga Endesa por 4 temporadas, procedente de las escalas inferiores del Real Madrid, con el que debutó en la liga Endesa. En Murcia se reencontraría con el entrenador Diego Ocampo, que fue su técnico en la selección española sub-16. Ambos consiguieron la medalla de bronce en el Campeonato de Europa de la categoría disputado en la República Checa en 2011.
En 2016, tras dos temporadas en las filas del UCAM Murcia sin apenas minutos, el jugador se marcha al CB Clavijo de la Liga LEB Oro.
En la temporada siguiente, el base retorna a Murcia para jugar otras dos temporadas en el UCAM Murcia de la Liga Endesa.
En verano de 2019, tras desligarse del club murciano, firma por el Real Canoe Natación Club Baloncesto Masculino de la Liga LEB Oro, en el que jugaría durante dos temporadas. Durante la temporada 2020-21, Martín disputó un promedio de 23,9 minutos y 6,1 puntos con un acierto de 55.1% en tiros de dos, 5 asistencias y 2.3 recuperaciones por partido.
El 22 de septiembre de 2021, firma un contrato temporal por el Oviedo Club Baloncesto de la Liga LEB Oro.
Tras finalizar el contrato con el Oviedo Club Baloncesto, el día 31 de enero del 2022 fue oficializada la contratación por parte del Club Ourense Baloncesto de la Liga LEB Plata.
El 3 de septiembre de 2022, firma por el CB Morón de la Liga LEB Plata.
El 5 de diciembre de 2022, se incorpora al CB Prat de la Liga LEB Plata para el último tramo de la temporada.
El 26 de junio de 2024, firma por el FC Cartagena Baloncesto de la Liga LEB Oro.

## Selección nacional
Internacional en todas las categorías inferiores de la selección nacional, destacando las medallas de plata logradas en el Europeo Sub-20 de Grecia disputado en 2014 y en el Europeo Sub-20 de Italia disputado en 2015.